# Девушка в беде
«Де́вушка в беде́» (англ. The Girl Is in Trouble) — американский триллер 2015 года, режиссёрский дебют Джулиуса Она. Сценарий написал сам Она в соавторстве с Маюраном Тиручелвамом.
Премьера картины состоялась 3 апреля 2015 года. Фильм получил смешанные отзывы.
Слоган фильма: «Никаких правил. Никакого страха. Только месть».

## Сюжет
Бармен в Нижнем Ист-Сайде и начинающий диджей Август (Коламбус Шорт) проводит ночь со шведкой по имени Сигне (Алиция Бахледа). Утром он обнаруживает в её телефоне видео, на котором запечатлено убийство мелкого дилера Иисуса (Карим Савинон). В результате Август оказывается втянутым в криминальную историю, участниками которой помимо него и Сигне являются сумасшедший брат Иисуса — Анхель (Уилмер Вальдеррама), и его убийца Николас (Джесси Спенсер).

## В ролях
- Коламбус Шорт — Август
- Уилмер Вальдеррама — Анхель
- Алиция Бахледа — Сигне
- Джесси Спенсер — Николас
- Мириам Колон — бабушка
- Пас де ла Уэрта — Мария
- Карим Савинон — Иисус

## Производство
При работе над фильмом Она вдохновлялся фильмами Спайка Ли: «Ей это нужно позарез», «Школьные годы чудесные» и «Делай как надо!».
В связи с маленьким бюджетом Она и Тиручелвам вынуждены были учитывать его во время написания сценария и проявлять изобретательность на съёмках. Так, они смогли изобразить аэропорт, используя лишь три кресла, стол и люминесцентную лампу.

## Релиз
Ограниченный прокат фильма состоялся 3 апреля 2015 года одновременно с выходом на видеоносителях. За распространение картины отвечает компания Entertainment One.

## Критика
Картина получила неоднозначные отзывы. На сайте-агрегаторе рецензий Rotten Tomatoes фильм получил рейтинг свежести 61 % на основе 18 рецензий критиков. На сайте-агрегаторе рецензий Metacritic лента имеет рейтинг 55 баллов из 100 на основе 9 отзывов критиков, что означает «смешанные или средние отзывы».
«Фильм был снят в нескольких форматах, но Super 35 придаёт ему элегантный, насыщенный вид. Она явно отдаёт дань уважения Ли в нескольких кадрах, напоминая фирменную двойную камеру режиссёра „Делай как надо!“» — Бен Кенигсберг, Variety.
«К сожалению, несмотря на замечательную стилистическую амбициозность и отличное использование локаций Нижнего Ист-Сайда в Нью-Йорке, „Девушка в беде“ не кажется больше, чем натянутой современной стилизацией <…> Фильм явно претендует на нечто большее, чем традиционный триллер. Но ни заурядная история, ни шаблонные персонажи не способны удерживать внимание, а навязчивое закадровое повествование от лица главного героя в конечном счёте ощущается как пародия» — The Hollywood Reporter.
«Актёрский состав здесь очень сильный, особенно Шорт, который играет привлекательного главного героя, и Вальдеррама — актёр, который не известен по ролям злодеев. Он настолько правдоподобно угрожающий, что уже через пару минут забываешь, что это не его типаж» — Брайан Таллерико, RogerEbert.